# Mistrzostwa Europy w Lekkoatletyce 1938 – rzut młotem mężczyzn
Rzut młotem mężczyzn był jedną z konkurencji rozgrywanych podczas II Mistrzostw Europy w Paryżu. Został rozegrany w niedzielę, 4 września 1938 roku. Zwycięzcą tej konkurencji został mistrz olimpijski z 1936 Niemiec Karl Hein. W rywalizacji wzięło udział ośmiu zawodników z pięciu reprezentacji.

## Rekordy
| Rekord świata     | Erwin Blask (GER)   | 59,00 | Sztokholm, Szwecja | 27.08.1938 |
| Rekord Europy     | Erwin Blask (GER)   | 59,00 | Sztokholm, Szwecja | 27.08.1938 |
| Rekord mistrzostw | Ville Pörhölä (FIN) | 50,34 | Turyn, Włochy      | 08.09.1934 |

## Wyniki
| Miejsce | Zawodnik          | Wynik | Uwagi |
| ------- | ----------------- | ----- | ----- |
| 1       | Karl Hein         | 58,77 | CR    |
| 2       | Erwin Blask       | 57,34 |       |
| 3       | Oscar Malmbrandt  | 51,23 |       |
| 4       | Gösta Hannula     | 49,84 |       |
| 5       | Joseph Wirtz      | 48,75 |       |
| 6       | Silvio Nido       | 46,68 |       |
| 7       | Jussi Anttalainen | 44,59 |       |
| 8       | Robert Saint-Pé   | 42,61 |       |